# Hitachiota
Hitachiota (常陸太田市 -shi) é uma cidade japonesa localizada na província de Ibaraki.
Em 1 de Abril de 2005 a cidade tinha uma população estimada em 60 372 habitantes e uma densidade populacional de 162 h/km². Tem uma área total de 372,01 km².
Recebeu o estatuto de cidade a 15 de Julho de 1954.